# مزرعه پیغمبرقلی یلمه
مزرعه پیغمبرقلی یلمه یک منطقهٔ مسکونی در ایران است که در دهستان باغلی ماراما واقع شده‌است. مزرعه پیغمبرقلی یلمه ۲۹۷ نفر جمعیت دارد.